# مرقد نور
مرقد نور (بالفارسية: امامزاده نور) هو مرقد شيعي تاريخي يعود إلى القرن التاسع الهجري، ويقع في مقاطعة غرغان.